# 肌酸激酶

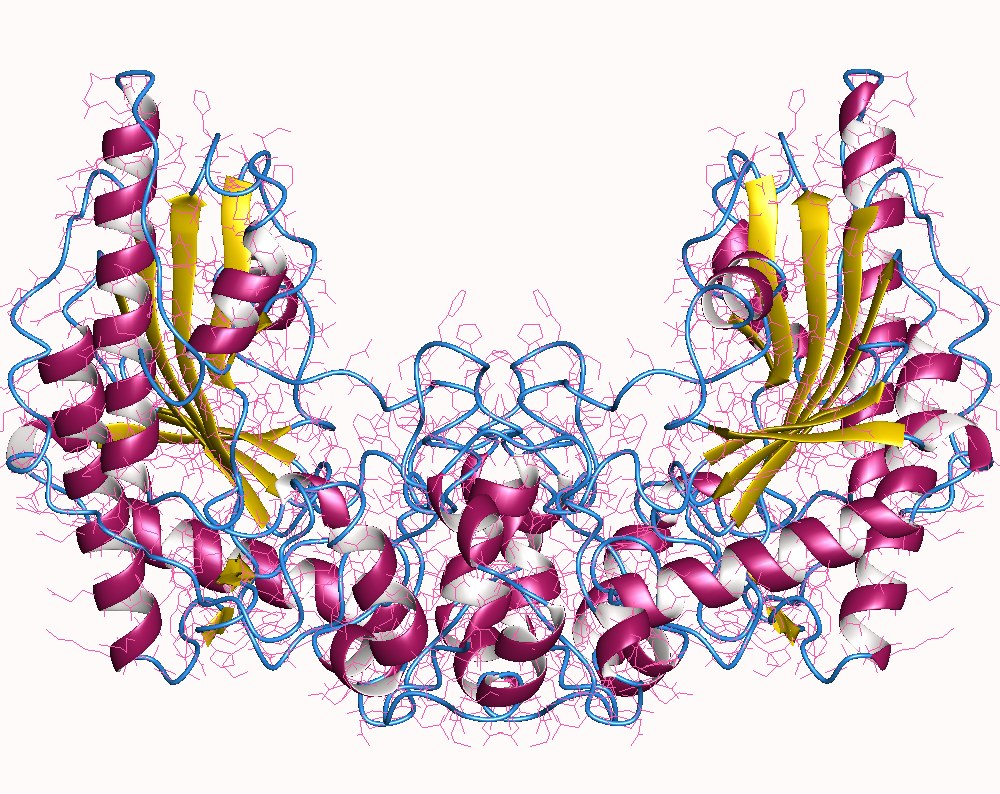
人类的肌酸激酶-MM（CK-MM）, 为同二聚体（homodimer）

肌酸激酶（CK）又称肌酸磷酸激酶（creatine phosphokinase，CPK），EC 2.7.3.2，是可逆地催化ATP及肌酸之间转磷酸反应的酶。肌酸激酶催化肌酸（Cr）的轉化，並利用三磷酸腺苷生成磷酸肌酸（PCr）和二磷酸腺苷（ADP）。

肌酸激酶属于细胞能量代谢的关键激酶，與細胞內能量運轉、肌肉收縮、三磷酸腺苷（ATP）再生有直接關係。
肌酸激酶根据分布的部位可分为肌肉型（M型）、脑型（B型）和线粒体型（Mt型）肌酸激酶同工酶。

## 作用
在快速消耗 ATP 的組織和細胞中，尤其是骨骼肌、大腦、視網膜的感光細胞、內耳的毛細胞、平滑肌，PCr 是一個能量儲備庫，用於就地快速緩沖和再生 ATP，以及通過 PCr 穿梭機或回路進行細胞內能量運輸。因此肌酸激酶是這類組織中一種重要的酶。
線粒體肌酸激酶（CKm）存在於線粒體膜間隙，它利用線粒體產生的 ATP 和從細胞質輸入的肌酸（Cr）再生磷酸肌酸（PCr）。除了兩種線粒體肌酸激酶同功酶形式，即普遍存在的 mtCK（存在於非肌肉組織中）和肉瘤型 mtCK（存在於肉瘤型肌肉中）之外，根據組織的不同，還有三種細胞質肌酸激酶同功酶形式存在於細胞質中。